# Cintalapa (kommun)
Cintalapa är en kommun i Mexiko.   Den ligger i delstaten Chiapas, i den sydöstra delen av landet, 700 km sydost om huvudstaden Mexico City. Antalet invånare är 78 114.
Följande samhällen finns i Cintalapa:
- Cintalapa de Figueroa
- Lázaro Cárdenas
- Cereso 14
- Villa Morelos
- Nueva Tenochtitlán
- Mérida
- Rosendo Salazar
- Abelardo L. Rodríguez
- Jacinto Tirado
- Esperanza de los Pobres
- Unidad Modelo
- Nuevo Jerusalén
- Nuevas Maravillas
- El Mirador
- Monte de los Olivos
- José Castillo Tielmans
- Constitución
- Ingeniero Eloy Borras Aguilar
- Tuxtlita
- Nueva Libertad
- Monte Sinaí Dos
- Nueva Liberación
- 14 de Febrero
- Nuevo Coyoacán
- Pimienta Berlín
- La Asunción
- San Marcos
- Ignacio Zaragoza
- Jorge de la Vega Domínguez
- Los Joaquines
- Ocho de Enero
- Nueva Reforma
- Simón Bolívar
- Corazón del Valle
- Las Carmelitas
- Nueva Pimienta
- Bethel
- San Luis
- Las Palmas
- Niños Héroes